# Licia dolce Licia e i Bee Hive
Licia dolce Licia e i Bee Hive è la colonna sonora della serie televisiva Licia dolce Licia pubblicata da Five Record S.r.l. e distribuita da C.G.D. Messaggerie Musicali S.p.A. nel 1987.  È il tredicesimo album di Cristina D'Avena.

## Il disco
L'album contiene tutte le versioni cantate delle canzoni della serie Licia dolce Licia con l'aggiunta di Andrea, brano proveniente dalla serie precedente. A chiudere l'album vi è la versione strumentale della sigla Licia dolce Licia.
Nel dicembre 2010 l'album è stato ristampato per la prima volta su CD all'interno del cofanetto Licia e i Bee Hive Story, box da 5 dischi contenente le ristampe delle colonne sonore dei quattro telefilm di produzione italiana ispirati al personaggio di Licia, oltre che del cartone animato da cui hanno origine.

## Tracce
- LP: FM 13588
- MC: 50 FM 13588

Lato A
Testi di Alessandra Valeri Manera, musiche di Carmelo Carucci tranne Licia dolce Licia; edizioni musicali Canale 5 Music.
1. Cristina D'Avena – Licia dolce Licia – 3:14 (musica: Giordano Bruno Martelli)
2. Mirko e i Bee Hive – Love I Need You, Love I Want You – 3:00
3. Mirko e i Bee Hive – Oh Happy Happiness – 2:59
4. Cristina D'Avena – Andrea – 2:00
5. Mirko e i Bee Hive – Cosa c'è Baby? – 3:20
6. Mirko e i Bee Hive – Semplice, semplice – 3:00

Durata totale: 17:33
Lato B
Testi di Alessandra Valeri Manera, musiche di Carmelo Carucci tranne Licia dolce Licia; edizioni musicali Canale 5 Music.
1. Mirko e i Bee Hive – Mio dolce amore – 3:22
2. Mirko e i Bee Hive – Ritorna qui da me – 2:45
3. Mirko e i Bee Hive – Senza di te – 2:39
4. Cristina D'Avena e Mirko e i Bee Hive – Noi, insieme noi – 2:44
5. Mirko e i Bee Hive – I Love You, You Love Me – 2:58
6. Licia dolce Licia (strumentale) – 3:14 (musica: Giordano Bruno Martelli)

Durata totale: 17:42

### Voci
Enzo Draghi – Presta la voce a Mirko e i Bee Hive

## Produzione
- Alessandra Valeri Manera – Produzione discografica e direzione discografica

## Produzione e formazione dei brani
Per tutti i brani ad eccezione di Licia dolce Licia
- Carmelo Carucci – tastiera, pianoforte[3]
- Piero Cairo – programmazione
- Giorgio Cocilovo – chitarre
- Paolo Donnarumma – basso
- Lele Melotti – batteria
- Claudio Pascoli – sax[4]
- Vincenzo Draghi – cori
- Moreno Ferrara – cori
- Ricky Belloni – cori
- Silvio Pozzoli – cori

## Dati di Vendita
L'album ha venduto, approssimativamente, 80 000 copie.